# Charles Tickner
Charles Frederick "Charlie" Tickner (Lafayette, Califórnia, 13 de novembro de 1953) é um ex-patinador artístico estadunidense. Ele conquistou uma medalha de bronze olímpica em 1980,  e conquistou duas medalhas em campeonatos mundiais.

## Principais resultados
| Resultados                                            | Resultados    | Resultados    | Resultados       | Resultados        | Resultados        | Resultados        | Resultados       | Resultados       | Resultados        | Resultados      | Resultados    | Resultados    |
| Internacional                                         | Internacional | Internacional | Internacional    | Internacional     | Internacional     | Internacional     | Internacional    | Internacional    | Internacional     | Internacional   | Internacional | Internacional |
| Evento/Temporada                                      | 1969– 1970    | 1970– 1971    |                  | 1973– 1974        | 1974– 1975        | 1975– 1976        | 1976– 1977       | 1977– 1978       | 1978– 1979        | 1979– 1980      |               |               |
| ----------------------------------------------------- | ------------- | ------------- | ---------------- | ----------------- | ----------------- | ----------------- | ---------------- | ---------------- | ----------------- | --------------- | ------------- | ------------- |
| Jogos Olímpicos                                       |               |               |                  |                   |                   |                   |                  |                  | Medalha de bronze |                 |               |               |
| Campeonato Mundial                                    |               |               |                  |                   |                   | 5.º               | Medalha de ouro  | 4.º              | Medalha de bronze |                 |               |               |
| Nebelhorn Trophy                                      |               |               | Medalha de prata |                   |                   |                   |                  |                  |                   |                 |               |               |
| Skate Canada International                            |               |               |                  | Medalha de bronze |                   |                   | Medalha de prata | Medalha de prata |                   |                 |               |               |
| Nacional                                              |               |               |                  |                   |                   |                   |                  |                  |                   |                 |               |               |
| Campeonato dos Estados Unidos                         |               | 10.º          |                  | Medalha de bronze | Medalha de bronze | Medalha de peltre | Medalha de ouro  | Medalha de ouro  | Medalha de ouro   | Medalha de ouro |               |               |
| Campeonato dos Estados Unidos – Júnior                | 7.º           |               |                  |                   |                   |                   |                  |                  |                   |                 |               |               |
|                                                       |               |               |                  |                   |                   |                   |                  |                  |                   |                 |               |               |
| Legenda: Competição não foi disputada nesta temporada |               |               |                  |                   |                   |                   |                  |                  |                   |                 |               |               |